# Liga Europa da UEFA de 2023–24 – Fase Final
A fase eliminatória da Liga Europa da UEFA de 2023–24 começou no dia 15 de fevereiro de 2024, com os play-offs da fase eliminatória, e terminou no dia 22 de maio, com a final no Aviva Stadium, em Dublin, na Irlanda, que decidiu o campeão da temporada 2023–24 da competição. Um total de 24 equipes competiram na fase eliminatória.
Os horários foram CET/CEST,  conforme listado pela UEFA (os horários locais, se diferentes, estão entre parênteses).

## Equipes qualificadas
A fase eliminatória envolve 24 times: os 16 times que se classificaram como vencedores e vice-campeões de cada um dos oito grupos da fase de grupos, e os oito terceiros colocados da fase de grupos da Liga dos Campeões.

### Equipes classificadas
| Grupo | Líderes de grupo (oitavas de final) | Vice-líderes de grupo (Play-offs) | 3º lugar dos grupos da Liga dos Campeões (Play-offs) |
| ----- | ----------------------------------- | --------------------------------- | ---------------------------------------------------- |
| A     | West Ham                            | Freiburg                          | Galatasaray                                          |
| B     | Brighton & Hove Albion              | Olympique de Marseille            | Lens                                                 |
| C     | Rangers                             | Sparta Praga                      | Braga                                                |
| D     | Atalanta                            | Sporting                          | Benfica                                              |
| E     | Liverpool                           | Toulouse                          | Feyenoord                                            |
| F     | Villarreal                          | Rennes                            | Milan                                                |
| G     | Slavia Praha                        | Roma                              | Young Boys                                           |
| H     | Bayer Leverkusen                    | Qarabağ                           | Shakhtar Donetsk                                     |

## Formato
Cada eliminatória da fase eliminatória , exceto a final, será disputada em duas mãos , com cada equipe jogando uma mão em casa. A equipe que marcar mais gols no total nas duas mãos avança para a próxima fase. Se o placar agregado estiver empatado, serão disputados 30 minutos de prorrogação (a regra dos gols fora de casa não se aplica). Se o placar ainda estiver empatado ao final da prorrogação, os vencedores serão decididos na disputa de pênaltis . Na final, que é disputada em partida única, se o placar estiver empatado no final do tempo normal, será disputada prorrogação, seguida de disputa de pênaltis se o placar ainda estiver empatado. 
O mecanismo dos sorteios para cada rodada é o seguinte:
- No sorteio dos play-offs da fase eliminatória, os oito segundos classificados dos grupos foram classificados e os oito terceiros classificados dos grupos da Liga dos Campeões foram eliminados. As equipes classificadas foram sorteadas contra as equipes não classificadas, com as equipes classificadas sediando a segunda mão. Equipes da mesma associação não poderiam ser sorteadas entre si.
- No sorteio das oitavas de final, os oito vencedores dos grupos são classificados e os oito vencedores dos play-offs da fase eliminatória não são classificados. Mais uma vez, as equipas cabeças-de-série são sorteadas contra as equipas não cabeças-de-série, com as equipas cabeças-de-série a receberem a segunda mão. Equipes da mesma associação não podem ser sorteadas entre si.
- Nos sorteios das quartas de final em diante, não há cabeças-de-série e equipes da mesma federação podem se enfrentar. Como os sorteios das quartas de final e das semifinais são realizados juntos antes do jogo das quartas de final, a identidade dos vencedores das quartas de final não será conhecida no momento do sorteio das semifinais. Também será realizado um sorteio para determinar qual vencedor da semifinal será designado como o time da "casa" da final (para fins administrativos, pois será disputada em campo neutro).

## Calendário
O calendário da competição é o seguinte. As partidas estão marcadas para as quintas-feiras, exceto a final, que acontece na quarta-feira, mas excepcionalmente pode acontecer às terças ou quartas-feiras devido a conflitos de agenda.
| Fase              | Rodada            | Data do sorteio        | Partida de ida                              | Partida de volta                            |
| ----------------- | ----------------- | ---------------------- | ------------------------------------------- | ------------------------------------------- |
| Fase eliminatória | 16 avos de final  | 18 de dezembro de 2023 | 15 de fevereiro de 2024                     | 22 de fevereiro de 2024                     |
| Fase eliminatória | Oitavas de finais | 23 de fevereiro 2024   | 7 de março de 2024                          | 14 de março de 2024                         |
| Fase eliminatória | Quartas de finais | 15 de março de 2024    | 11 de abril de 2024                         | 18 de abril de 2024                         |
| Fase eliminatória | Semifinais        | 15 de março de 2024    | 2 de maio de 2024                           | 9 de maio de 2024                           |
| Fase eliminatória | Final             | 15 de março de 2024    | 22 de maio de 2024 em Aviva Stadium, Dublin | 22 de maio de 2024 em Aviva Stadium, Dublin |

## Play-offs
O sorteio dos play-offs da fase eliminatória foi realizado no dia 18 de dezembro de 2023, às 13h CET. A partida de ida foi disputada no dia 15 de fevereiro de 2024, e a partida de volta no dia 22 de fevereiro.

| Equipe 1         | Total       | Equipe 2               | 1.º jogo | 2.º jogo |
| ---------------- | ----------- | ---------------------- | -------- | -------- |
| Feyenoord        | 2–2 (2–4 p) | Roma                   | 1–1      | 1–1      |
| Milan            | 5–3         | Rennes                 | 3–0      | 2–3      |
| Lens             | 2–3 (pro)   | Freiburg               | 0–0      | 2–3      |
| Young Boys       | 2–4         | Sporting               | 1–3      | 1–1      |
| Benfica          | 2–1         | Toulouse               | 2–1      | 0–0      |
| Braga            | 5–6 (pro)   | Qarabağ                | 2–4      | 3–2      |
| Galatasaray      | 4–6         | Sparta Praga           | 3–2      | 1–4      |
| Shakhtar Donetsk | 3–5         | Olympique de Marseille | 2–2      | 1–3      |

### Partidas
| 15 de fevereiro de 2024 | Feyenoord    | 1 – 1     | Roma       | Estádio De Kuip, Roterdão                  |
| 18:45                   | Paixão 45+1' | Relatório | Lukaku 67' | Público: 43 235 Árbitro: ROU Radu Petrescu |

| 22 de fevereiro de 2024 | Roma           | 1 – 1 (pro) | Feyenoord  | Estádio Olímpico, Roma                         |
| 21:00                   | Pellegrini 15' | Relatório   | Giménez 5' | Público: 67 293 Árbitro: ESP Jesús Gil Manzano |

|                                         |       | Penalidades                     |  |
| Paredes Lukaku Cristante Auoar Zalewski | 4 – 2 | Ueda Hancko Jahanbakhsh Hartman |  |

2–2 no placar agregado. A Roma venceu por 4–2 nos pênaltis.
| 15 de fevereiro de 2024 | Milan                            | 3 – 0     | Rennes | San Siro, Milão                               |
| 21:00                   | Loftus-Cheek 32', 47' · Leão 53' | Relatório |        | Público: 69 021 Árbitro: MNE Nikola Dabanović |

| 22 de fevereiro de 2024 | Rennes                               | 3 – 2     | Milan                | Roazhon Park, Rennes                       |
| 18:45                   | Bourigeaud 11', 54' (pen), 68' (pen) | Relatório | Jović 22' · Leão 58' | Público: 28 320 Árbitro: PRT João Pinheiro |

O Milan venceu por 6–2 no placar agregado.
| 15 de fevereiro de 2024 | Lens | 0 – 0     | Freiburg | Stade Félix-Bollaert, Lens                      |
| 21:00                   |      | Relatório |          | Público: 38 194 Árbitro: POL Bartosz Frankowski |

| 22 de fevereiro de 2024 | Freiburg                            | 3 – 2 (pro) | Lens                         | Europa-Park Stadion, Friburgo na Brisgóvia  |
| 18:45                   | Sallai 67', 90+2' · Gregoritsch 99' | Relatório   | David Costa 28' · Wahi 45+2' | Público: 33 911 Árbitro: SLO Rade Obrenović |

O Freiburg venceu por 3–2 no placar agregado.
| 15 de fevereiro de 2024 | Young Boys  | 1 – 3     | Sporting                                            | Stade de Suisse, Berna                      |
| 18:45                   | Ugrinic 42' | Relatório | Amenda 31' (g.c.) · Gyökeres 41' (pen) · Inácio 48' | Público: 31 500 Árbitro: FRA Benoît Bastien |

| 22 de fevereiro de 2024 | Sporting     | 1 – 1     | Young Boys         | Estádio José Alvalade, Lisboa              |
| 21:00 (20:00 WET)       | Gyökeres 13' | Relatório | Ganvoula 84' (pen) | Público: 29 393 Árbitro: SVK Ivan Kružliak |

O Sporting venceu por 4–2 no placar agregado.
| 15 de fevereiro de 2024 | Benfica                         | 2 – 1     | Toulouse   | Estádio da Luz, Lisboa                      |
| 21:00 (20:00 WET)       | Di María 68' (pen), 90+8' (pen) | Relatório | Desler 75' | Público: 56 553 Árbitro: LTU Donatas Rumšas |

| 22 de fevereiro de 2024 | Toulouse | 0 – 0     | Benfica | Stadium de Toulouse, Toulouse                 |
| 21:00 (20:00 WET)       |          | Relatório |         | Público: 31 810 Árbitro: ITA Maurizio Mariani |

O Benfica venceu por 2–1 no placar agregado.
| 15 de fevereiro de 2024 | Braga                            | 2 – 4     | Qarabağ                                            | Estádio Municipal, Braga                  |
| 21:00 (20:00 WET)       | Banza 44' · Moutinho 90+1' (pen) | Relatório | Janković 21' (pen) · Zoubir 54', 69' · Juninho 65' | Público: 12 122 Árbitro: DEN Morten Krogh |

| 22 de fevereiro de 2024 | Qarabağ                                | 2 – 3 (pro) | Braga                                        | Estádio Republicano Tofiq Bahramov, Bacu    |
| 18:45 (21:45 AZT)       | Matheus Silva 102' · Akhundzade 120+2' | Relatório   | Fernandes 70' · Djaló 83' · Banza 115' (pen) | Público: 31 200 Árbitro: BUL Georgi Kabakov |

O Qarabağ venceu por 6–5 no placar agregado.
| 15 de fevereiro de 2024 | Galatasaray                               | 3 – 2     | Sparta Praga              | Rams Park, Istambul                                        |
| 18:45 (20:45 TRT)       | Demirbay 19' · Mertens 61' · Icardi 90+1' | Relatório | Preciado 47' · Kuchta 65' | Público: 46 583 Árbitro: ESP Alejandro Hernández Hernández |

| 22 de fevereiro de 2024 | Sparta Praga                                         | 4 – 1     | Galatasaray  | Generali Arena, Praga                       |
| 18:45 (21:45 AZT)       | Preciado 8' · Tuci 74' · Haraslín 80' · Kuchta 90+6' | Relatório | Bardakcı 16' | Público: 18 205 Árbitro: ENG Anthony Taylor |

O Sparta Praga venceu por 5–4 no placar agregado.
| 15 de fevereiro de 2024 | Shakhtar Donetsk                 | 2 – 2     | Olympique de Marseille      | Volksparkstadion, Hamburgo, Alemanha         |
| 18:45                   | Matviyenko 68' · Eguinaldo 90+3' | Relatório | Aubameyang 64' · Ndiaye 90' | Público: 28 790 Árbitro: BEL Erik Lambrechts |

| 22 de fevereiro de 2024 | Olympique de Marseille                    | 3 – 1     | Shakhtar Donetsk  | Stade Vélodrome, Marselha                   |
| 21:00                   | Aubameyang 23' · Sarr 74' · Kondogbia 81' | Relatório | Sudakov 12' (pen) | Público: 63 182 Árbitro: GER Tobias Stieler |

O Olympique de Marseille venceu por 5–3 no placar agregado.

## Oitavas de final
O sorteio das oitavas de final foi realizado no dia 23 de fevereiro, às 12h CET. A partida de ida foi disputada no dia 7 de março, e a partida de volta no dia 14 de março.
| Equipe 1               | Total | Equipe 2               | 1.º jogo | 2.º jogo |
| ---------------------- | ----- | ---------------------- | -------- | -------- |
| Freiburg               | 1–5   | West Ham               | 1–0      | 0–5      |
| Roma                   | 4–1   | Brighton & Hove Albion | 4–0      | 0–1      |
| Benfica                | 3–2   | Rangers                | 2–2      | 1–0      |
| Sporting               | 2–3   | Atalanta               | 1–1      | 1–2      |
| Sparta Praga           | 2–11  | Liverpool              | 1–5      | 1–6      |
| Olympique de Marseille | 5–3   | Villarreal             | 4–0      | 1–3      |
| Milan                  | 7–3   | Slavia Praha           | 4–2      | 3–1      |
| Qarabağ                | 4–5   | Bayer Leverkusen       | 2–2      | 2–3      |

### Partidas
| 7 de março de 2024 | Freiburg        | 1 – 0     | West Ham | Europa-Park Stadion, Friburgo na Brisgóvia                 |
| 21:00              | Gregoritsch 81' | Relatório |          | Público: 34 700 Árbitro: ESP Alejandro Hernández Hernández |

| 14 de março de 2024 | West Ham                                                | 5 – 0     | Freiburg | Estádio Olímpico, Londres                |
| 18:45 (17:45 GMT)   | Paquetá 9' · Bowen 32' · Cresswell 52' · Kudus 77', 85' | Relatório |          | Público: 51 014 Árbitro: ITA Marco Guida |

O West Ham venceu por 5–1 no placar agregado.
| 7 de março de 2024 | Roma                                                  | 4 – 0     | Brighton & Hove Albion | Estádio Olímpico, Roma                         |
| 18:45              | Dybala 13' · Lukaku 43' · Mancini 64' · Cristante 68' | Relatório |                        | Público: 64 877 Árbitro: FRA François Letexier |

| 14 de março de 2024 | Brighton & Hove Albion | 1 – 0     | Roma | Falmer Stadium, Brighton e Hove           |
| 21:00 (20:00 GMT)   | Welbeck 37'            | Relatório |      | Público: 30 380 Árbitro: GER Felix Zwayer |

A Roma venceu por 4–1 no placar agregado.
| 7 de março de 2024 | Benfica                                   | 2 – 2     | Rangers                      | Estádio da Luz, Lisboa                      |
| 21:00 (20:00 WET)  | Di María 45+2' (pen) · Goldson 67' (g.c.) | Relatório | Lawrence 7' · Sterling 45+5' | Público: 48 579 Árbitro: GER Tobias Stieler |

| 14 de março de 2024 | Rangers | 0 – 1     | Benfica        | Ibrox Stadium, Glasgow                     |
| 18:45 (17:45 GMT)   |         | Relatório | Rafa Silva 66' | Público: 49 943 Árbitro: SVK Ivan Kružliak |

O Benfica venceu por 3–2 no placar agregado.
| 6 de março de 2024 | Sporting     | 1 – 1     | Atalanta     | Estádio José Alvalade, Lisboa               |
| 18:45 (17:45 WET)  | Paulinho 17' | Relatório | Scamacca 39' | Público: 28 528 Árbitro: GER Daniel Siebert |

| 14 de março de 2024 | Atalanta                   | 2 – 1     | Sporting            | Estádio Atleti Azzurri d'Italia, Bérgamo    |
| 21:00               | Lookman 46' · Scamacca 59' | Relatório | Pedro Gonçalves 33' | Público: 14 649 Árbitro: CHE Sandro Schärer |

A Atalanta venceu por 3–2 no placar agregado.
| 7 de março de 2024 | Sparta Praga       | 1 – 5     | Liverpool                                                              | Generali Arena, Praga                                    |
| 18:45              | Bradley 46' (g.c.) | Relatório | Mac Allister 6' (pen) · Núñez 25', 45+3' · Díaz 53' · Szoboszlai 90+4' | Público: 18 349 Árbitro: ESP José María Sánchez Martínez |

| 14 de março de 2024 | Liverpool                                                         | 6 – 1     | Sparta Praga    | Anfield, Liverpool                             |
| 21:00 (20:00 GMT)   | Núñez 7' · Clark 8' · Salah 10' · Gakpo 14', 55' · Szoboszlai 48' | Relatório | Birmančević 42' | Público: 59 581 Árbitro: PRT Artur Soares Dias |

O Liverpool venceu por 11–2 no placar agregado.
| 7 de março de 2024 | Olympique de Marseille                                         | 4 – 0     | Villarreal | Stade Vélodrome, Marselha                     |
| 21:00              | Veretout 23' · Mosquera 28' (g.c.) · Aubameyang 42' (pen), 59' | Relatório |            | Público: 53 396 Árbitro: NED Serdar Gözübüyük |

| 14 de março de 2024 | Villarreal                              | 3 – 1     | Olympique de Marseille | Estádio de La Cerámica, Vila-real          |
| 18:45               | Capoue 32' · Sørloth 54' · Mosquera 85' | Relatório | Clauss 90+4'           | Público: 15 378 Árbitro: ROM István Kovács |

O Olympique de Marseille venceu por 5–3 no placar agregado.
| 7 de março de 2024 | Milan                                                         | 4 – 2     | Slavia Praha              | San Siro, Milão                               |
| 21:00              | Giroud 34' · Reijnders 44' · Loftus-Cheek 45+1' · Pulišić 85' | Relatório | Doudera 36' · Schranz 65' | Público: 59 325 Árbitro: TUR Halil Umut Meler |

| 14 de março de 2024 | Slavia Praha | 1 – 3     | Milan                                       | Fortuna Arena, Praga                      |
| 18:45               | Jurásek 84'  | Relatório | Pulisic 33' · Loftus-Cheek 36' · Leão 45+6' | Público: 19 344 Árbitro: SWE Glenn Nyberg |

O Milan venceu por 7–3 no placar agregado.
| 7 de março de 2024 | Qarabağ                    | 2 – 2     | Bayer Leverkusen         | Estádio Republicano Tofiq Bahramov, Bacu    |
| 18:45 (21:45 AZT)  | Benzia 26' · Juninho 45+2' | Relatório | Wirtz 70' · Schick 90+2' | Público: 30 423 Árbitro: FRA Benoît Bastien |

| 14 de março de 2024 | Bayer Leverkusen                   | 3 – 2     | Qarabağ                  | BayArena, Leverkusen                        |
| 21:00               | Frimpong 72' · Schick 90+3', 90+8' | Relatório | Zoubir 58' · Juninho 67' | Público: 30 210 Árbitro: ENG Anthony Taylor |

O Bayer Leverkusen venceu por 5–4 no placar agregado.

## Quartas de final
O sorteio das quartas de final foi realizado no dia 15 de março, às 13h CET. A partida de ida foi disputada no dia 11 de abril, e a partida de volta no dia 18 de abril.
| Equipe 1         | Total       | Equipe 2               | 1.º jogo | 2.º jogo |
| ---------------- | ----------- | ---------------------- | -------- | -------- |
| Milan            | 1–3         | Roma                   | 0–1      | 1–2      |
| Liverpool        | 1–3         | Atalanta               | 0–3      | 1–0      |
| Bayer Leverkusen | 3–1         | West Ham               | 2–0      | 1–1      |
| Benfica          | 2–2 (2–4 p) | Olympique de Marseille | 2–1      | 0–1      |

### Partidas
| 11 de abril de 2024 | Milan | 0 – 1     | Roma        | San Siro, Milão                             |
| 21:00               |       | Relatório | Mancini 17' | Público: 75 023 Árbitro: FRA Clément Turpin |

| 18 de abril de 2024 | Roma                     | 2 – 1     | Milan      | Estádio Olímpico, Roma                        |
| 21:00               | Mancini 12' · Dybala 22' | Relatório | Gabbia 85' | Público: 66 025 Árbitro: POL Szymon Marciniak |

A Roma venceu por 3–1 no placar agregado.
| 11 de abril de 2024 | Liverpool | 0 – 3     | Atalanta                        | Anfield, Liverpool                            |
| 21:00 (20:00 BST)   |           | Relatório | Scamacca 38', 60' · Pašalić 83' | Público: 59 004 Árbitro: TUR Halil Umut Meler |

| 18 de abril de 2024 | Atalanta | 0 – 1     | Liverpool      | Estádio Atleti Azzurri d'Italia, Bérgamo       |
| 21:00               |          | Relatório | Salah 7' (pen) | Público: 14 994 Árbitro: FRA François Letexier |

A Atalanta venceu por 3–1 no placar agregado.
| 11 de abril de 2024 | Bayer Leverkusen             | 2 – 0     | West Ham | BayArena, Leverkusen                           |
| 21:00               | Hoffman 83' · Boniface 90+1' | Relatório |          | Público: 30 210 Árbitro: POR Artur Soares Dias |

| 18 de abril de 2024 | West Ham    | 1 – 1     | Bayer Leverkusen | Estádio Olímpico, Londres                                |
| 21:00 (20:00 BST)   | Antonio 13' | Relatório | Frimpong 89'     | Público: 62 473 Árbitro: ESP José María Sánchez Martínez |

O Bayer Leverkusen venceu por 3–1 no placar agregado.
| 11 de abril de 2024 | Benfica                       | 2 – 1     | Olympique de Marseille | Estádio da Luz, Lisboa                      |
| 21:00 (20:00 WEST)  | Rafa Silva 16' · Di María 52' | Relatório | Aubameyang 67'         | Público: 53 845 Árbitro: ENG Michael Oliver |

| 18 de abril de 2024 | Olympique de Marseille | 1 – 0 (pro) | Benfica | Stade Vélodrome, Marselha                 |
| 21:00               | Moumbagna 79'          | Relatório   |         | Público: 59 645 Árbitro: GER Felix Zwayer |

|                                   |       | Penalidades                      |  |
| Correa Kondogbia Balerdi Henrique | 4 – 2 | Di María Kökçü Otamendi A. Silva |  |

2–2 no placar agregado. O Olympique de Marseille venceu por 4–2 na disputa por pênaltis.

## Semifinais
O sorteio das semifinais foi realizado no dia 15 de março, às 13h CET, após o sorteio das quartas de final. A partida de ida foi disputada no dia 2 de maio, e a partida de volta no dia 9 de maio.
| Equipe 1               | Total | Equipe 2         | 1.º jogo | 2.º jogo |
| ---------------------- | ----- | ---------------- | -------- | -------- |
| Olympique de Marseille | 1–4   | Atalanta         | 1–1      | 0–3      |
| Roma                   | 2–4   | Bayer Leverkusen | 0–2      | 2–2      |

### Partidas
| 2 de maio de 2024 | Olympique de Marseille | 1 – 1     | Atalanta     | Stade Vélodrome, Marselha                   |
| 21:00             | Mbemba 20'             | Relatório | Scamacca 11' | Público: 64 475 Árbitro: GER Daniel Siebert |

| 9 de maio de 2024 | Atalanta                                | 3 – 0     | Olympique de Marseille | Estádio Atleti Azzurri d'Italia, Bérgamo       |
| 21:00             | Lookman 30' · Ruggeri 52' · Touré 90+4' | Relatório |                        | Público: 14 994 Árbitro: ESP Jesús Gil Manzano |

A Atalanta venceu por 4–1 no placar agregado.
| 2 de maio de 2024 | Roma | 0 – 2     | Bayer Leverkusen        | Estádio Olímpico, Roma                         |
| 21:00             |      | Relatório | Wirtz 28' · Andrich 73' | Público: 64 073 Árbitro: FRA François Letexier |

| 9 de maio de 2024 | Bayer Leverkusen             | 2 – 2     | Roma                         | BayArena, Leverkusen                        |
| 21:00             | Mancini 82' · Stanišić 90+7' | Relatório | Paredes 43' (pen), 66' (pen) | Público: 30 210 Árbitro: NED Danny Makkelie |

O Bayer Leverkusen venceu por 4–2 no placar agregado.

## Final
A final foi disputada no dia 22 de maio de 2024, no Aviva Stadium, em Dublin. O sorteio foi realizado no dia 15 de março, após os sorteios das quartas e semifinais, para determinar a equipe “da casa” para fins administrativos.
| 22 de maio de 2024 | Atalanta              | 3 – 0     | Bayer Leverkusen | Aviva Stadium, Dublin                      |
| 20:00 (UTC+1)      | Lookman 12', 26', 75' | Relatório |                  | Público: 47 135 Árbitro: ROU István Kovács |